# Galatasaray Spor Kulübü
Il Galatasaray Spor Kulübü, spesso abbreviato in Galatasaray SK e noto come Galatasaray, è una società polisportiva turca di Istanbul, con sede nel quartiere Galata, nella parte europea della città. Fondata nel 1905, milita da sempre nella Süper Lig, la massima divisione del campionato turco di calcio e disputa le partite interne allo stadio Ali Sami Yen.
Soprannominati I leoni del Bosforo, in ambito calcistico è la squadra turca più titolata, avendo vinto 25 campionati, 19 coppe e 17 supercoppe nazionali, oltre a essere l'unica compagine turca che vanta la vittoria di trofei internazionali, la Coppa UEFA e la Supercoppa UEFA. Si è aggiudicata anche una Lega nazionale, torneo antesignano del campionato turco.
Il ramo più conosciuto e titolato della polisportiva, insieme a quello calcistico, è quello cestistico.

## Storia

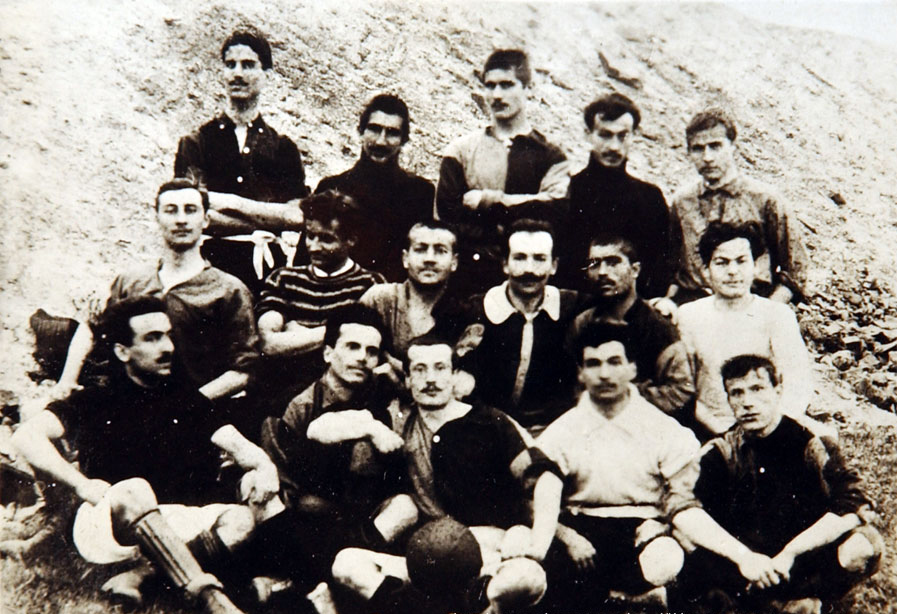
Il Galatasaray nel 1905.

Il Galatasaray viene fondato a Istanbul, allora facente parte dell'Impero ottomano, nell'autunno del 1905. Gli artefici sono alcuni studenti del Liceo Galatasaray tra i quali figura Ali Sami Yen, figlio dello scrittore e filosofo albanese Sami Frashëri, che ne diventa il primo presidente. Inizialmente come colori sociali vengono scelti il rosso e il bianco, che sono quelli dall'attuale bandiera turca, mentre la prima sede è il negozio di un lattaio bulgaro.
La nascita del Galatasaray avviene in un periodo particolare: alcuni cittadini inglesi, o comunque stranieri, hanno già fondato in città delle squadre di calcio, nelle quali però i giocatori locali sono solo una minoranza, se non del tutto assenti. L'impegno dei soci del nuovo club, che ben presto si apre anche ad altre etnie visto che vi aderiscono anche molti studenti bulgari e serbi, viene riassunto in quello che a tutt'oggi è il motto della squadra: «per giocare insieme come inglesi, per avere un colore e un nome, per battere squadre non turche».
Malgrado gli scarsi mezzi iniziali (per risparmiare il presidente Sami Yen deve ingrassare di persona l'unico pallone, mentre il vice Asım si occupa di lavare le magliette) l'entusiasmo non manca. L'unico dubbio riguarda semmai la scelta del nome: alcuni soci lo vogliono chiamare "Gloria" o "Audace", ma è in pratica il pubblico a scegliere quello definitivo. I giovani studenti giocano infatti una prima storica gara contro una compagine greca, la Kadıköy Faure Mektebi, e le rifilano un 2-0. Gli spettatori, che parteggiano per i loro concittadini, li ribattezzano così "Galata Sarayı efendileri", cioè "maestri di Galata Sarayı": il nome scelto è proprio Galatasaray.

Gheorghe Hagi e Zinédine Zidane durante una partita del 1998.

Il sodalizio indossa per la prima volta gli attuali colori il 6 dicembre 1908 contro una selezione inglese: dato che la vittoria è solo l'inizio di una stagione che si conclude con la conquista del primo trofeo, il campionato di calcio di Istanbul, essi vengono mantenuti. Il Galatasaray, al quale si aggiunge presto Nihat Bekdik, risulterà una delle più vincenti in questo torneo cittadino. Nel 1923 nasce invece la Federazione turca, che, a partire dal 1937, organizza invece una prima lega nazionale; la squadra la vince una volta, nel 1939, quando c'è in rosa anche Gündüz Kılıç.
Sebbene nel Dopoguerra in Turchia non si disputi con regolarità un campionato nazionale, in Europa viene nel frattempo creata la Coppa dei Campioni. Il primo club turco a parteciparvi è proprio il Galatasaray, nell'edizione 1956-1957, come vincitore del torneo di Istanbul. Il cammino dei turchi, nei quali milita anche Coşkun Özarı, termina tuttavia nel turno preliminare, dopo l'incontro con la Dinamo Bucarest.
Nel 1957 nasce il moderno campionato turco: i Cimbom (espressione che non è letteralmente traducibile e che secondo alcuni deriverebbe da una canzonetta imparata da alcuni studenti del liceo in gita in Svizzera, il cui ritornello sarebbe stato «Jim Bom Bom») schierano tra le proprie file il superbo portiere Turgay Şeren e la punta Metin Oktay (6 volte capocannoniere, vivrà anche una breve parentesi nel Palermo) e vincono il primo titolo nel 1962. Esso viene seguito l'anno dopo dal double (segnando oltretutto ben 105 gol in campionato) e da una buona prova in Coppa dei Campioni: la Dinamo Bucarest stavolta viene eliminata, mentre il cammino termina nei quarti, dopo avere affrontato i futuri campioni del Milan di Nereo Rocco. Il Galatasaray vince anche le tre edizioni successive della Coppa di Turchia, e intanto nasce la rivalità con le altre due grandi concittadine, il Beşiktaş e il Fenerbahçe. Nel frattempo, il 20 dicembre 1964, era stato finalmente inaugurato il celebre Stadio Ali Sami Yen, la cui costruzione si era arrestata sia per problemi economici che per lo scoppio della seconda guerra mondiale.

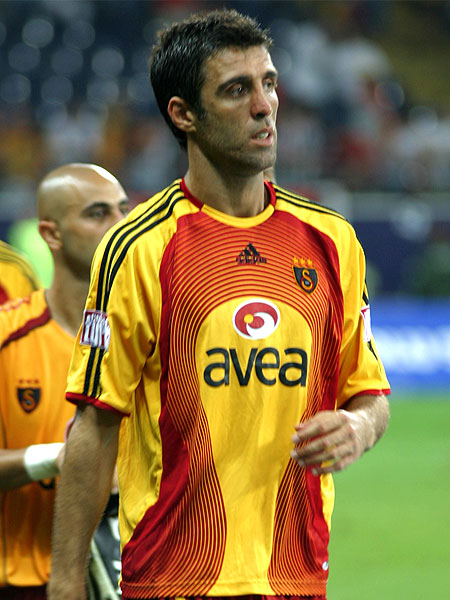
Hakan Şükür nel 2006.

Il Galatasaray torna al successo vincendo il torneo 1968-1969, a cui fa seguito un nuovo raggiungimento dei quarti nella successiva Coppa dei Campioni e la conquista dei tre titoli seguenti. Entrano poi in rosa anche Cüneyt Tanman e un giovane difensore, Fatih Terim: questi, sebbene sia meglio noto a livello internazionale come allenatore, rimane per undici anni nelle file della squadra, finendo per diventarne una bandiera. Il periodo che segue non è, tuttavia, così denso di successi come quello appena terminato: saranno solo tre i trofei vinti, tre coppe nazionali, e la compagine giallorossa non farà molta strada nelle competizioni europee.
Per rivedere il Galatasary vincere il titolo bisogna attendere la stagione 1986-1987. Dopo il bis dell'anno successivo, la squadra si rende protagonista di una buona prova nella Coppa dei Campioni 1988-1989: i giallorossi, tra i quali figurano anche Zoran Simović, la Scarpa d'oro 1988 Tanju Çolak, Dževad Prekazi e Bülent Korkmaz, pur rischiando l'eliminazione negli ottavi contro il Neuchâtel Xamax (sconfitta per 3-0 in Svizzera e vittoria per 5-0 in casa), arrivano in semifinale: qui la Steaua Bucarest di Gheorghe Hagi si dimostra avversario di ben altro spessore ed elimina i turchi.

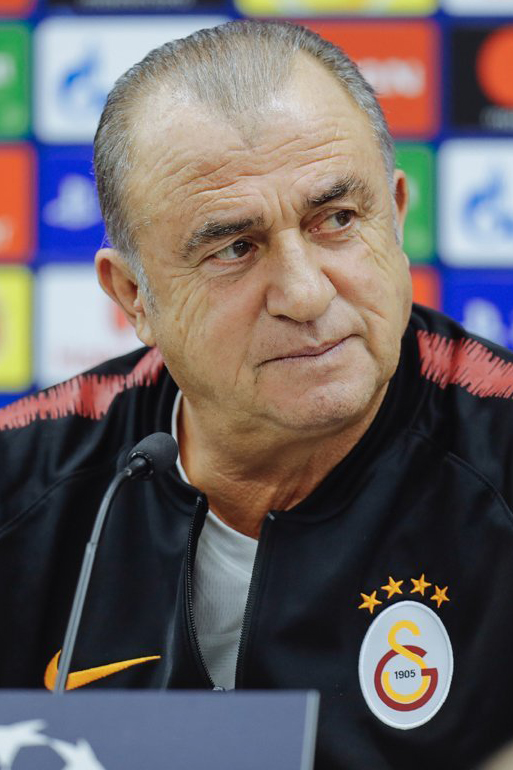
Fatih Terim nel 2018.

Gli anni novanta sono più ricchi di trionfi: dopo i quarti raggiunti nella Coppa delle Coppe 1991-1992, dove vengono battuti dai futuri campioni del Werder Brema, i Cimbom vincono due scudetti, dei quali quello del 1993-1994 rappresenta il decimo titolo. Subito dopo la squadra, che comprende tra gli altri Hakan Şükür, Hagi e successivamente anche Cláudio Taffarel, viene allenata da Terim e dal 1996-1997 vince quattro titoli consecutivi. I turchi, pur venendo sempre eliminati nella fase a gironi della UEFA Champions League, finiscono terzi davanti al Milan nel girone dell'edizione 1999-2000 e proseguono così in Coppa UEFA. Qui, dopo avere eliminato anche il Bologna di Giuseppe Signori, nei sedicesimi di finale, superano in seguito il titolato Borussia Dortmund, il Real Maiorca, che schierava il giovane Samuel Eto'o, ed il Leeds United, in semifinale, arrivando a disputare la finale. La gara si gioca il 17 maggio 2000 al Parken di Copenaghen contro il favorito Arsenal di Arsène Wenger, che può schierare campioni del calibro di Patrick Vieira, del capocannoniere degli campionato mondiale del 1998 Davor Šuker e della punta Thierry Henry. L'incontro si trascina fino ai tiri di rigore: dal dischetto sono decisivi gli errori proprio di Šuker e di Vieira, così i giallorossi si aggiudicano la coppa; per il Galatasaray è un'impresa storica, tanto che al ritorno a Istanbul i giocatori vengono accolti da festeggiamenti che durano per giorni. La squadra è, inoltre, la prima a giocare la Supercoppa UEFA da detentrice della Coppa UEFA e si aggiudica anche questo trofeo: il 25 agosto allo stadio Louis II di Monaco viene, infatti, sconfitto il più quotato Real Madrid ai tempi supplementari, con un golden gol, realizzato dal brasiliano Jardel, col punteggio di 2-1.
Nel 2000-2001 i Cimbom arrivano ai quarti di UEFA Champions League dopo avere superato due fasi a gruppi e vincono anche il quindicesimo scudetto nel 2002, ma senza più l'Imperatore Terim, che nel frattempo si è trasferito in Italia, venendo sostituito da Mircea Lucescu. Un nuovo successo in campionato giunge nel 2005-2006, quando in panchina c'è Eric Gerets ed è appena nata Galatasaray TV, mentre due anni dopo viene conquistato il diciassettesimo titolo. In rosa dal 2008 al 2013 figura anche Milan Baroš, che si laurea capocannoniere del campionato nel 2009.
Il 15 gennaio 2011 è una data importante nella storia del club: viene, infatti, inaugurato il nuovo stadio, la Türk Telekom Arena. Poco dopo si assiste al terzo ritorno di Terim, in sostituzione di Frank Rijkaard. La squadra vince due titoli consecutivi nel 2011-2012 e nel 2012-2013, mentre nel 2013-2014 si aggiudica di nuovo la Coppa di Turchia dopo nove anni. In questo periodo i turchi arrivano sempre alla fase a eliminazione diretta in UEFA Champions League: il cammino si arresta ai quarti per mano del Real Madrid nell'edizione 2012-2013 e agli ottavi con il Chelsea l'anno seguente, con una squadra impreziosita da Wesley Sneijder e Didier Drogba.
Nella stagione 2014-2015 viene raggiunto il notevole traguardo dei venti titoli e viene vinta la seconda coppa nazionale di fila, mentre nel 2015-2016 le coppe nazionali vinte di fila salgono a tre, impresa riuscita in passato solo allo stesso Galatasaray, vincitore di tre coppe di fila dal 1963 al 1966. Nel corso della stagione 2017-2018 si assiste al quarto ritorno di Terim: con lui di nuovo alla guida i giallorossi vincono il campionato nel 2017-2018 e nel 2018-2019, anno in cui viene vinta anche la diciottesima coppa nazionale. La quarta gestione di Terim si conclude a metà dell'annata 2021-2022, chiusa con un deludente tredicesimo posto, peggiore piazzamento nella storia del club, ma nella stagione seguente il club torna a vincere il campionato dopo quattro anni d'assenza, successo bissato nel 2023-2024 con la cifra record di 102 punti ottenuti.

## Colori e simboli

### Colori

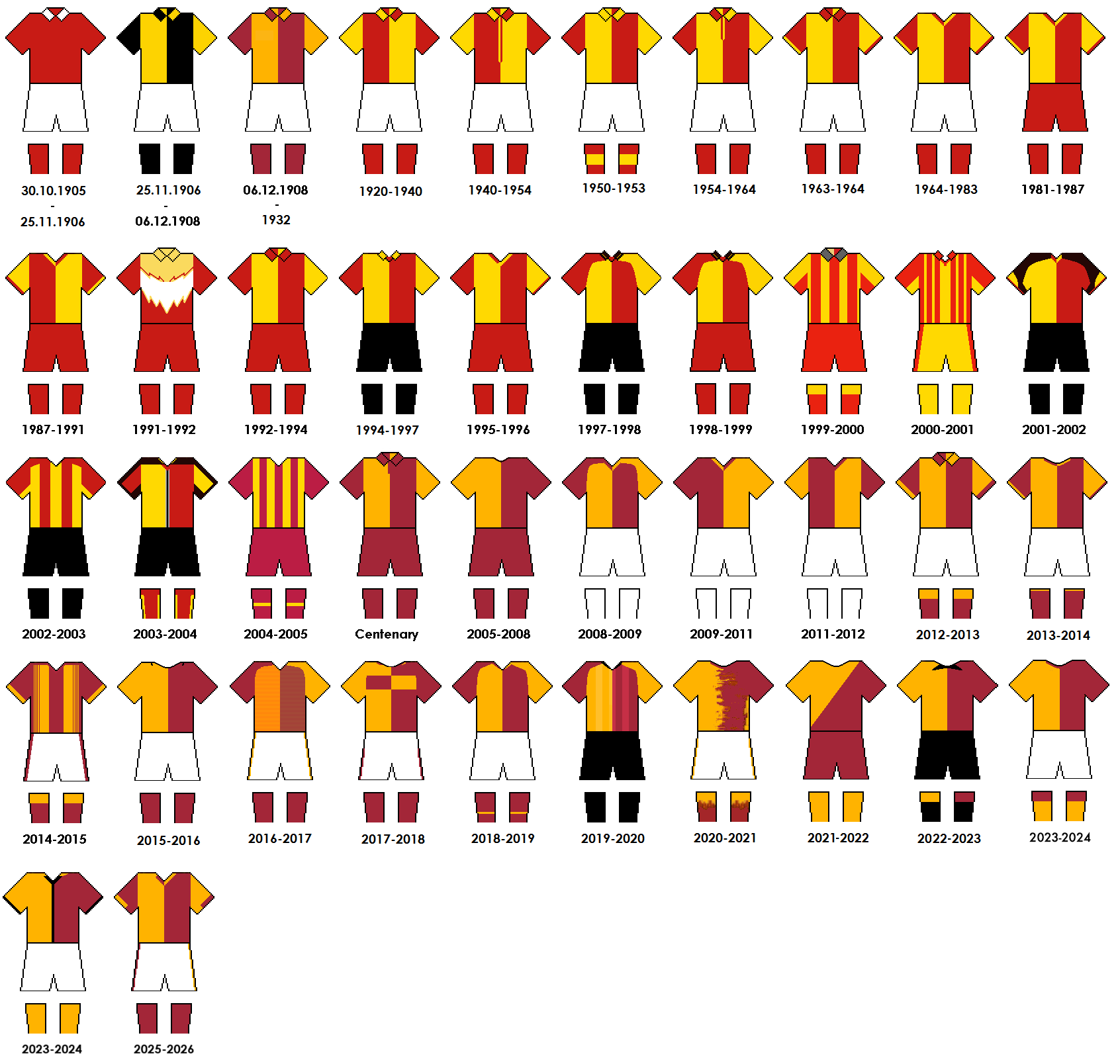
Successione delle divise del Galatasaray

I colori della divisa del Galatasaray sono il rosso e il giallo, entrambi in una tonalità abbastanza scura. In genere sono disposti sulla maglia in quarti, anche se storicamente non sono mancate le strisce.
All'inizio le divise erano però bianche e rosse, come l'attuale bandiera turca. Proprio per questo motivo furono presto cambiate con altre con i più neutri giallo e blu marino. Però i dirigenti si recarono successivamente in un negozio di tessuti della città, e qui rimasero colpiti da alcune stoffe di colore rosso scuro giallo intenso. Esse vennero così acquistate per confezionare le uniformi, che furono indossate per la prima volta il 6 dicembre 1908 in occasione di una gara contro una squadra inglese. Alla fine si decise di tenerle: quella vittoria fu solo l'inizio di una stagione di successi, che si concluse con la conquista del primo trofeo, il campionato di calcio di Istanbul.

### Simboli ufficiali

#### Stemma
Il simbolo del Galatasaray è composto da un ovale bianco che racchiude una "G" rosso scura intrecciata a una "S" gialla con in mezzo l'anno di fondazione, "1905". Sul simbolo della sezione compaiono quattro stelle, che stanno a simboleggiare i titoli vinti: infatti, a differenza che in Italia o in altri Paesi, la stella in Turchia simboleggia cinque e non dieci scudetti.

#### Inno
L'inno si chiama Galatasaray Marşı.

## Strutture

### Stadio

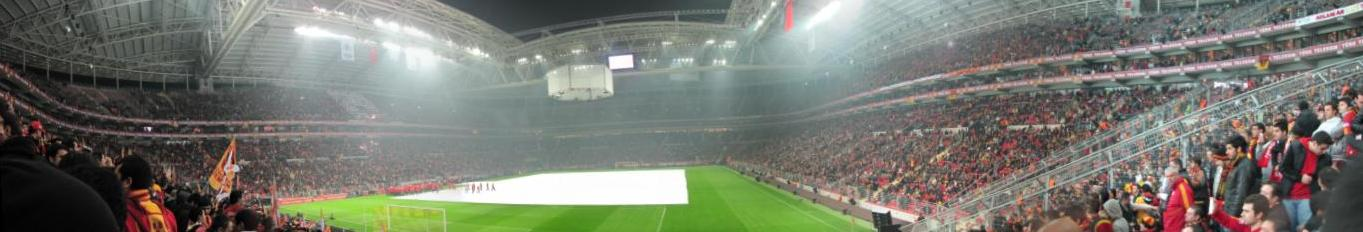
Panoramica dello stadio Ali Sami Yen

Dal 15 gennaio 2011 il Galatasaray gioca le partite interne al nuovo stadio Ali Sami Yen, impianto da 52 223 spettatori che inizialmente fu noto per dieci anni come Türk Telekom Arena, stante la sponsorizzazione dell'omonima società di telecomunicazioni turca. Si trova nel quartiere di Seyrantepe del distretto di Sarıyer, nella parte europea della città, ed è raggiungibile dalla fermata Seyrantepe della linea M2 della metropolitana di Istanbul.
Nella sua storia il club ha, però, giocato in molti degli stadi di Istanbul. All'inizio, quando il Galatasaray partecipava al campionato di Istanbul di calcio, l'unico campo era per tutti il Papazın Çayırı ("campo del prete"), che si trova a Kadıköy; l'impianto, noto attualmente come stadio Şükrü Saraçoğlu, ospita da tempo gli incontri casalinghi del Fenerbahçe. Nel 1921 venne poi inaugurato lo stadio di Taksim, che fu utilizzato anch'esso congiuntamente fino alla sua demolizione, avvenuta nel 1940; nelle sue vicinanze si trovano oggi il Parco di Gezi e la celebre Piazza Taksim.
Intanto il club aveva individuato un terreno nel distretto di Şişli sul quale costruire quello che sarebbe diventato il vecchio stadio Ali Sami Yen. Tuttavia, date le ristrette finanze del club e lo scoppio della seconda guerra mondiale, i lavori furono presto interrotti: alla fine, oltre al campo, fu edificata solamente una piccola tribuna. Dato che oltretutto il complesso era distante dal centro, esso venne utilizzato per molto tempo esclusivamente come campo di allenamento. Nel frattempo si utilizzarono altri due terreni di gioco, oggi non più esistenti: il Şeref Stadi e il Dolmabahçe Stadi, quest'ultimo usato in seguito esclusivamente dal Beşiktaş.
Le cose cambiarono nel 1964, quando, il 20 dicembre, venne finalmente aperto l'impianto intitolato al primo presidente del club. Esso nella sua storia è riuscito anche a contenere 48 600 spettatori, e successivamente si meritò il soprannome di Inferno per l'atmosfera infuocata creata dai sostenitori locali. Fu tuttavia abbandonato per buona parte degli anni settanta a causa delle pessime condizioni del manto erboso: in questo periodo si tornò quindi al Dolmabahçe. Un altro trasferimento si verificò all'inizio del nuovo millennio, allorché si resero necessari dei lavori per riparare i danni causati dal terremoto del 1999; pur se eseguiti, da tempo si parlava ormai della costruzione di un nuovo stadio. Data l'inagibilità dell'Ali Sami Yen, la squadra giocò allo stadio olimpico Atatürk, che nella sua storia ha ospitato anche la finale della UEFA Champions League 2004-2005.

## Società

### Sponsor
| Sponsor principali - 1979–1982 Telefunken - 1982–1983 MEBan - 1983–1985 Telefunken - 1985–1986 Denizcilik Bankası - 1986–1992 Türk Bank - 1992–1995 Show TV - 1995–1997 Vakıf Bank - 1997–1998 Bank Ekspres - 1998–2000 Marshall - 2000–2001 Telsim - 2001–2004 Aria - 2004–2009 Avea - 2009–2014 Türk Telekom - 2014-2015 Huawei / Turkish Airlines - 2015-2016 Turkish Airlines - 2016-2019 nef / Turkish Airlines - 2019-oggi Terra Pizza / Turkish Airlines | Sponsor Tecnici - 1980–1987 Puma - 1987–1992 Adidas - 1992–1995 Umbro - 1995–2001 Adidas - 2001–2002 Lotto - 2002–2005 Umbro - 2005–2011 Adidas - 2012-2024 Nike - 2024 Puma |

### Altre sezioni della polisportiva
Essendo una società polisportiva, oltre alla sezione calcistica ci sono anche:
- Nuoto[6];
- Canottaggio[7];
- Vela[8];
- Atletica leggera[9];
- Judo[10];
- Equitazione[11];
- Bridge[12];
- Tennis[13];
- Scacchi[14];
- Pallavolo

#### Pallacanestro

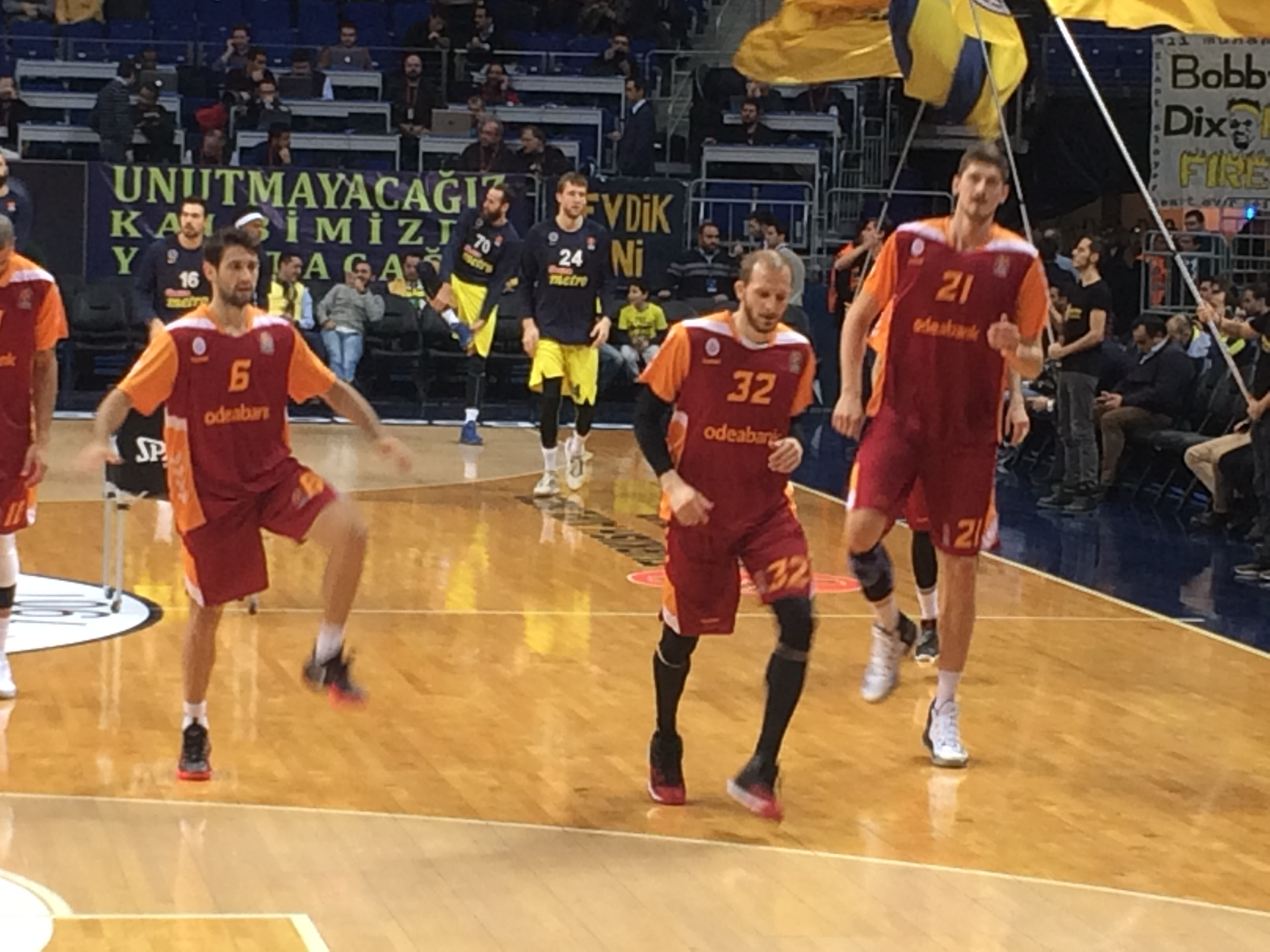
La sezione di pallacanestro maschile.

Fondata nel 1911 è uno dei club più prestigiosi del Paese. Milita nella Basketbol Süper Ligi, la massima serie nazionale. Nella sua storia ha vinto anche l'Eurocup 2015-2016.

#### Pallanuoto
È il club più titolato del Paese.

#### Pallavolo maschile
Fondata nel 1922 milita attualmente nella Efeler Ligi, la massima divisione del campionato turco.

#### Pallavolo femminile

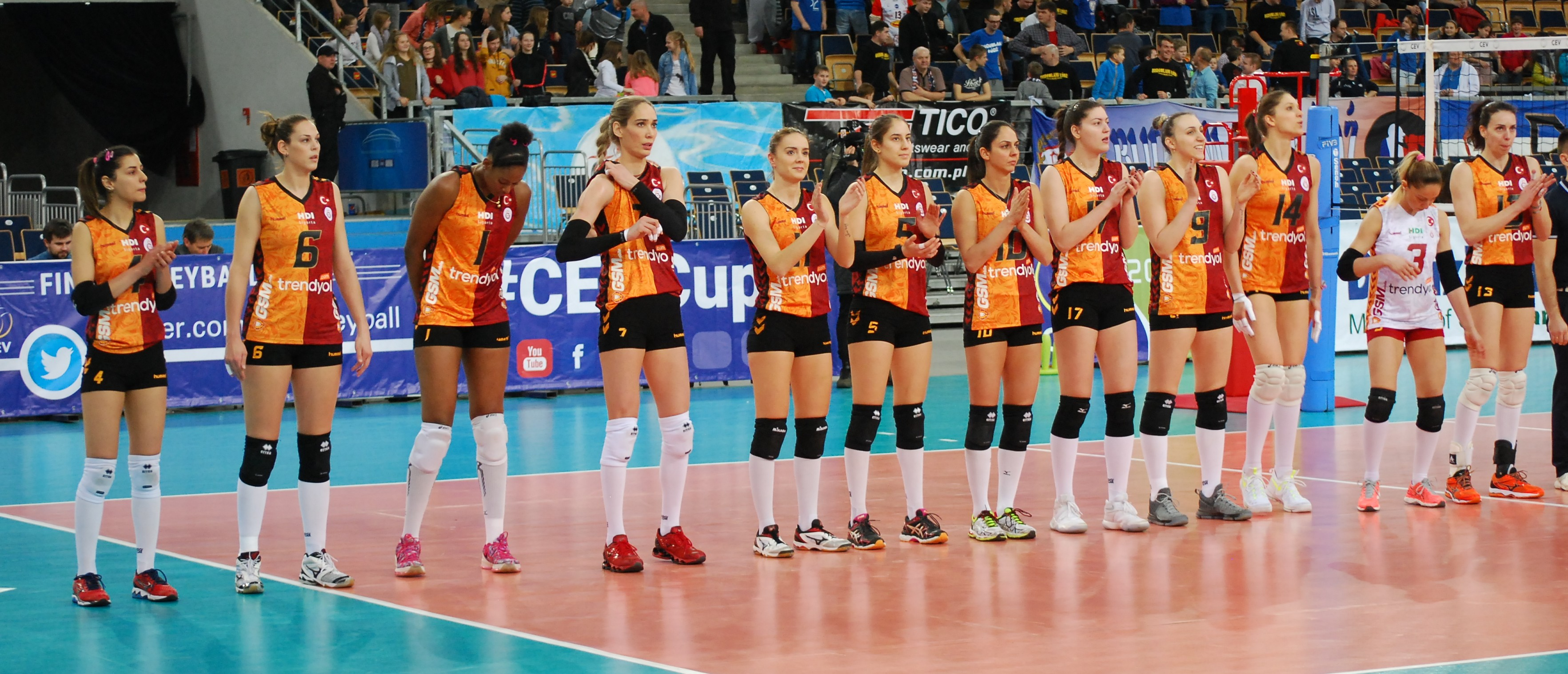
La sezione di pallavolo femminile.

Fondata anch'essa nel 1922 milita attualmente nella Sultanlar Ligi, la massima divisione del campionato turco.

## Allenatori e presidenti
Di seguito è riportata la lista degli allenatori che si sono succeduti alla guida del club nella sua storia. Tra essi merita una menzione speciale Fatih Terim, il primo e sinora l'unico a portare in Turchia un trofeo europeo, la Coppa UEFA, vinta nell'edizione 1999-2000. Pochi mesi dopo il club sollevò anche la Supercoppa UEFA 2000.
- 1908-1911  Horace Armitage
- 1924-1928  Billy Hunter
- 1938-1939  Péter Szabó (1 lug.-31 dic.)
 Johann Tandler (1 gen.- 30 giu.)
- 1952-1953  Gündüz Kılıç
- 1953-1954  László Székely
- 1954-1957  Gündüz Kılıç
- 1958-1959  George Dick
- 1959-1961  Leandro Remondini
- 1960-1963  Gündüz Kılıç
- 1963-1964  Gündüz Kılıç,  Coşkun Özarı
- 1964-1966  Gündüz Kılıç
- 1966-1967  Gündüz Kılıç (1 lug.-31 dic.)
 Bülent Eken (1 gen.- 30 giu.)
- 1968-1970  Tomislav Kaloperović
- 1971-1973  Brian Birch
- 1974-1975  Jack Mansell
- 1975-1976  Don Howe (1 lug.-31 ott.)
 Fethi Demircan (1 nov.- 30 giu.)
- 1976-1977  Malcolm Allison
- 1977-1978  Malcolm Allison (1 lug.-15 ott.)
 Fethi Demircan (1 ott.- 30 giu.)
- 1978-1979  Coşkun Özarı
- 1979-1980  Coşkun Özarı (1 lug.-23 set.)
 Turgay Şeren (24 set.- 30 giu.)
- 1980-1982  Brian Birch
- 1982-1983  Özkan Sümer
- 1983-1984  Tomislav Ivić
- 1984-1987  Jupp Derwall
- 1987-1989  Mustafa Denizli
- 1989-1990  Sigfried Held
- 1990-1992  Mustafa Denizli
- 1992-1993  Karl-Heinz Feldkamp
- 1993-1994  Reiner Hollmann
- 1994-1995  Reinhard Saftig
- 1995-1996  Graeme Souness
- 1996-2000  Fatih Terim
- 2000-2002  Mircea Lucescu
- 2002-2004  Fatih Terim
- 2004-2005  Gheorghe Hagi
- 2005-2007  Eric Gerets
- 2007-2008  Karl-Heinz Feldkamp (1 lug.-4 apr.)
 Cevat Güler (5 apr.- 30 giu.)
- 2008-2009  Michael Skibbe (1 lug.-22 feb.)
 Bülent Korkmaz (23 feb.- 30 giu.)
- 2009-2010  Frank Rijkaard
- 2010-2011  Frank Rijkaard (1 lug.-20 ott.)
 Gheorghe Hagi (21 ott.- 22 mar.)
 Bülent Ünder (25 mar.- 19 mag.)
 Fatih Terim (20 mag.- 30 giu.)
- 2011-2013  Fatih Terim
- 2013-2014  Fatih Terim (1 lug.-24 set.)
 Roberto Mancini (30 set.- 30 giu.)
- 2014-2015  Cesare Prandelli (1 lug.-28 nov.)
 Taffarel (29 nov.- 30 nov.)
 Hamza Hamzaoğlu (1 dic.- 30 giu.)
- 2015-2016  Hamza Hamzaoğlu (1 lug.-31 dic.)
 Taffarel (19 nov.- 26 nov.)
 Mustafa Denizli (26 nov.- 29 feb.)
 Orhan Atik (1 mar.- 15 mar.)
 Jan Olde Riekerink (1 gen.- 30 giu.)
- 2016-2017  Jan Olde Riekerink (1 lug.-14 feb.)
 Igor Tudor (15 feb.- 30 giu.)
- 2017-2018  Igor Tudor (1 lug.-17 dic.)
 Fatih Terim (21 dic.- 30 giu.)
- 2018-2021  Fatih Terim
- 2021-2022  Fatih Terim (1 lug.-10 gen.)
 Domènec Torrent (11 gen.-22 mag.)
- 2022-  Okan Buruk

Segue la lista dei presidenti:
- 1905-1918   Ali Sami Yen
- 1919-1922  Refik Cevdet Kalpakçıoğlu
- 1922-1924  Yusuf Ziya Öniş
- 1925  Ali Haydar Şekip
- 1925  Ali Sami Yen
- 1926  Ahmet Robenson
- 1927  Adnan Ibrahim Pirioğlu
- 1928-1929  Necmettin Sadak
- 1929-1930  Abidin Daver
- 1930-1931  Ahmet Kara
- 1931-1932  Tahir Kevkep
- 1932-1933  Ali Haydar Barsal
- 1933  Fethi Isfendiyaroğlu
- 1933  Ahmet Kara
- 1933  Saim Gögen
- 1933-1934  Ali Haydar Barsal
- 1934  Refik Cevdet Kalpakçıoğlu
- 1936-1937  Saim Gögen
- 1937-1939  Sedat Ziya Kantoğlu
- 1939  Nizan Nuri
- 1939  Adnan Akıska
- 1940-1942  Tevfik Ali Çınar
- 1942-1943  Osman Dardağan
- 1944-1946  Muslihittin Peykoğlu
- 1944  Sedat Ziya Kantoğlu
- 1946-1950  Suphi Batur
- 1950-1952  Yusuf Ziya Öniş
- 1953  Ulvi Yenal
- 1954-1956  Refik Selimoğlu
- 1957-1959  Sadik Giz
- 1960-1962  Refik Selimoğlu
- 1962-1964  Ulvi Yenal
- 1965-1968  Suphi Batur
- 1969-1973  Selahattin Beyazıt
- 1973-1975  Prof. Dr. Mustafa Pekin
- 1975-1979  Selahattin Beyazıt
- 1979-1986  Prof. Dr. Ali Uras
- 1986-1990  Dr. Ali Tanrıyar
- 1990-1996  Alp Yalman
- 1996-2001  Faruk Süren
- 2001-2002  Mehmet Cansun
- 2002-2008  Özhan Canaydın
- 2008-2011  Haim Fresco
- 2011-2014  Ünal Aysal
- 2014 - oggi  Duygun Yarsuvat

## Calciatori

### Premi individuali
- Scarpa d'oro: 1

Tanju Çolak (1987-1988)

### Contributo alle nazionali
- Aykut Erçetin
- Çağlar Birinci
- Colin Kâzım-Richards
- Serkan Kurtuluş
- Ceyhun Gülselam
- Mehmet Batdal
- Ali Sami Yen
- Metin Oktay
- Mustafa Sarp
- Emre Güngör
- Alparslan Erdem
- Serdar Özkan
- Hakan Şükür
- Volkan Yaman
- Volkan Arslan
- Serkan Çalık
- Orkun Uşak
- Yalçın Ayhan
- Tanju Çolak
- Sercan Yıldırım

- Ümit Davala
- Hakan Ünsal
- Ergün Penbe
- Emre Aşık
- Tugay Kerimoğlu
- Okan Buruk
- Bülent Korkmaz
- Gökhan Zan
- Hasan Şaş
- Ayhan Akman
- Arif Erdem
- Hakan Balta
- Fatih Terim
- Mustafa Denizli
- Ümit Karan
- Hasan Kabze
- Uğur Uçar
- Necati Ateş
- Sergen Yalçın
- Emre Belözoğlu

- Arda Turan
- Servet Çetin
- Mehmet Topal
- Sabri Sarıoğlu
- Caner Erkin
- Selçuk İnan
- Burak Yılmaz
- Erdal Keser
- Emre Çolak
- Engin Baytar
- Gündüz Kılıç
- Cihan Haspolatlı
- Yekta Kurtuluş
- Orhan Ak
- Ahmet Akçan
- Serdar Aziz
- Ahmet Çalık

## Palmarès

### Competizioni nazionali

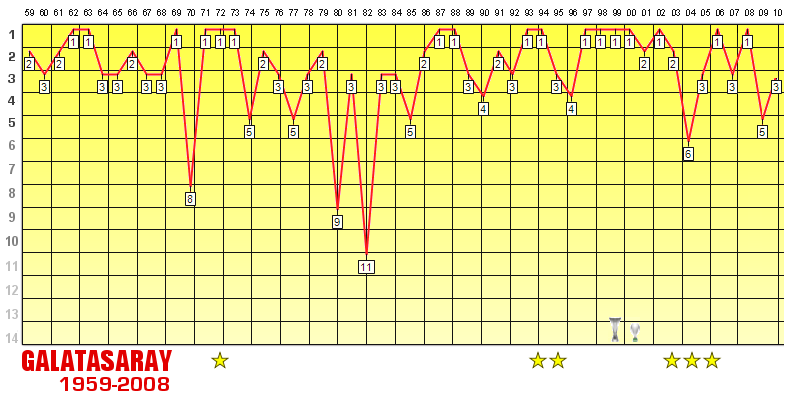
Prestazioni del Galatasaray SK dal 1959 al 2010

- Campionato turco: 25  (record)

1961-1962, 1962-1963, 1968-1969, 1970-1971, 1971-1972, 1972-1973, 1986-1987, 1987-1988, 1992-1993, 1993-1994, 1996-1997, 1997-1998, 1998-1999, 1999-2000, 2001-2002, 2005-2006, 2007-2008, 2011-2012, 2012-2013, 2014-2015, 2017-2018, 2018-2019, 2022-2023, 2023-2024, 2024-2025
- Coppa di Turchia: 19  (record)

1962-1963, 1963-1964, 1964-1965, 1965-1966, 1972-1973, 1975-1976, 1981-1982, 1984-1985, 1990-1991, 1992-1993, 1995-1996, 1998-1999, 1999-2000, 2004-2005, 2013-2014, 2014-2015, 2015-2016, 2018-2019, 2024-2025
- Coppa del Presidente/Supercoppa di Turchia: 17 (record)

1966, 1969, 1972, 1982, 1987, 1988, 1991, 1993, 1996, 1997, 2008, 2012, 2013, 2015, 2016, 2019, 2023
- Coppa del Cancelliere/Coppa del Primo ministro: 5

1974-1975, 1978-1979, 1985-1986, 1989-1990, 1994-1995
- Lega nazionale: 1

1939

### Competizioni regionali
- Campionato di calcio di Istanbul: 15

1908-1909, 1909-1910, 1910-1911, 1913-1914, 1914-1915, 1915-1916, 1917-1918, 1922-1923, 1923-1924, 1924-1925, 1925-1926, 1928-1929, 1930-1931, 1937-1938, 1948-1949, 1954-1955, 1955-1956, 1957-1958

### Competizioni internazionali
- Coppa UEFA: 1  (record turco)

1999-2000
- Supercoppa UEFA: 1  (record turco)

2000

## Statistiche e record

### Partecipazione ai campionati e ai tornei internazionali

#### Campionati nazionali
Dalla stagione 1959 alla 2024-2025 il club ha ottenuto le seguenti partecipazioni ai campionati nazionali:
| Livello | Categoria                             | Partecipazioni | Debutto | Ultima stagione | Totale |
| ------- | ------------------------------------- | -------------- | ------- | --------------- | ------ |
| 1º      | Millî Lig / Türkiye 1.Lig / Süper Lig | 67             | 1959    | 2024-2025       | 67     |

#### Tornei internazionali
Alla stagione 2023-2024 il club ha ottenuto le seguenti partecipazioni ai tornei internazionali:
| Categoria                                | Partecipazioni | Debutto   | Ultima stagione |
| ---------------------------------------- | -------------- | --------- | --------------- |
| Coppa dei Campioni/UEFA Champions League | 27             | 1956-1957 | 2023-2024       |
| Coppa delle Coppe                        | 8              | 1964-1965 | 1996-1997       |
| Supercoppa UEFA                          | 1              | 2000      | 2000            |
| Coppa UEFA/UEFA Europa League            | 16             | 1975-1976 | 2023-2024       |

### Statistiche individuali
Il giocatore con più presenze nelle competizioni europee è Bülent Korkmaz a quota 101, mentre il miglior marcatore è Hakan Şükür con 37 gol.
| Record di presenze - 613 Bülent Korkmaz (1986-2005) - 545 Hakan Şükür (1992-1995;1995-2000;2003-2008) - 535 Cüneyt Tanman (1973-1975;1976-1991) - 503 Fernando Muslera (2011-2025) - 499 Arif Erdem (1991-2000;2001-2005) - 438 Ergün Penbe (1994-2007) Record di reti - 297 Hakan Şükür (1992-1995;1995-2000;2003-2008) - 294 Metin Oktay (1955-1961;1962-1969) - 120 Arif Erdem (1991-2000;2001-2005) - 116 Tanju Çolak (1987-1991) - 104 Gündüz Kılıç (1934-1945;1946-1953) - 101 Gökmen Özdenak (1967-1981) |

### Statistiche di squadra
A livello internazionale la miglior vittoria è per 6-0, ottenuta contro la Maccabi Netanya nel terzo turno preliminare della UEFA Europa League 2009-2010, mentre la peggior sconfitta è il 6-0 subito contro il Bayern Monaco nel primo turno della Coppa dei Campioni 1972-1973.

## Tifoseria

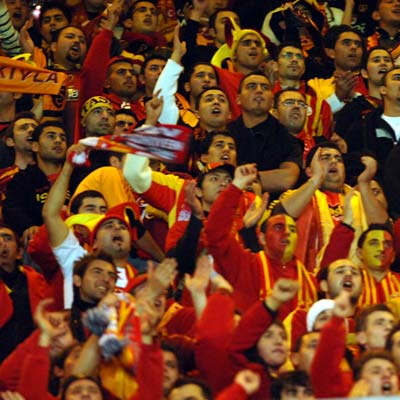
Sostenitori del Galatasaray nel 2006.

### Gemellaggi e rivalità
Il Galatasaray vive una grande rivalità con le altre due grandi squadre cittadine; in particolare il confronto con il Fenerbahçe è il confronto più sentito a livello nazionale. Poco sotto c'è quello con il Beşiktaş.

## Organico

### Rosa 2025-2026
| N. |                      | Ruolo | Calciatore       |
| -- | -------------------- | ----- | ---------------- |
| 4  | Senegal (bandiera)   | D     | Ismail Jakobs    |
| 5  | Turchia (bandiera)   | C     | Eyüp Aydın       |
| 6  | Colombia (bandiera)  | D     | Davinson Sánchez |
| 7  | Ungheria (bandiera)  | A     | Roland Sallai    |
| 9  | Argentina (bandiera) | A     | Mauro Icardi     |
| 10 | Germania (bandiera)  | A     | Leroy Sané       |
| 11 | Turchia (bandiera)   | A     | Yunus Akgün      |
| 12 | Turchia (bandiera)   | P     | Batuhan Şen      |
| 15 | Gabon (bandiera)     | C     | Mario Lemina     |
| 18 | Turchia (bandiera)   | C     | Berkan Kutlu     |
| 19 | Turchia (bandiera)   | P     | Günay Güvenç     |
| 20 | Brasile (bandiera)   | C     | Gabriel Sara     |
| 23 | Turchia (bandiera)   | D     | Kaan Ayhan       |
| 24 | Danimarca (bandiera) | D     | Elias Jelert     |

| N. |                     | Ruolo | Calciatore            |
| -- | ------------------- | ----- | --------------------- |
| 28 | Polonia (bandiera)  | C     | Przemysław Frankowski |
| 29 | Turchia (bandiera)  | A     | Ahmed Kutucu          |
| 30 | Austria (bandiera)  | C     | Yusuf Demir           |
| 34 | Uruguay (bandiera)  | C     | Lucas Torreira        |
| 38 | Turchia (bandiera)  | P     | Atakan Ordu           |
| 39 | Italia (bandiera)   | A     | Nicolò Zaniolo        |
| 42 | Turchia (bandiera)  | D     | Abdülkerim Bardakcı   |
| 45 | Nigeria (bandiera)  | A     | Victor Osimhen        |
| 46 | Colombia (bandiera) | D     | Carlos Cuesta         |
| 53 | Turchia (bandiera)  | A     | Barış Alper Yılmaz    |
| 58 | Turchia (bandiera)  | D     | Ali Yeşilyurt         |
| 83 | Turchia (bandiera)  | C     | Efe Akman             |
| 90 | Turchia (bandiera)  | D     | Metehan Baltacı       |